# The Ultimate Fighter
The Ultimate Fighter е американски реалити сериал, пресъздаващ състезания по смесени бойни изкуства (MMA), създадено и продуцирано от Fox Sports 1 и Ultimate Fighting Championship (UFC).
Първите четиринадесет сезона се излъчват по телевизия Spike. В шоуто участват професионални ММА бойци, живеещи заедно в Лас Вегас, Невада, като шоуто проследява ежедневието им - докато тренират и се състезават един срещу друг, като наградата е договор за участие в шампионата UFC.
Поредицата дебютира на 17 януари 2005 г., с първия си епизод, „The Ultimate Fighter 1: Търсенето започва“. Към днешна дата има 28 сезона на шоуто, по два за всяка една календарна година. Всеки сезон включва една или две теглови категории в турнира.